# Giulio Mencuccini
Giulio Mencuccini (ur. 13 marca 1946 w Fossacesia) – włoski duchowny rzymskokatolicki, misjonarz pasjonista, w latach 1990–2022 biskup diecezji Sanggau w Indonezji. 

## Życiorys
5 września 1964 złożył śluby zakonne w Zgromadzeniu Męki Pańskiej. Święcenia kapłańskie przyjął 6 sierpnia 1973. 22 stycznia 1990 papież Jan Paweł II mianował go biskupem diecezji Sanggau. Sakry udzielił mu 3 czerwca 1990 arcybiskup Hieronymus Herculanus Bumbun, ówczesny arcybiskup metropolita Pontianak. 
18 czerwca 2022 papież Franciszek przyjął jego rezygnację z pełnionej funkcji. 